# Blidari (gmina Dumitrești)
Blidari – wieś w Rumunii, w okręgu Vrancea, w gminie Dumitrești. W 2011 roku liczyła 189
mieszkańców